# Hai la cho sơ Sara
Hai la cho sơ Sara (tiếng Anh: Two mules for sister Sara, tiếng Tây Ban Nha: Dos mulas para la hermana Sara) là một phim Viễn Tây do Don Siegel đạo diễn, xuất phẩm ngày 16 tháng 06 năm 1970 tại Bắc Mỹ..

## Nội dung
Bối cảnh sau nội chiến Mĩ, gã yankee Hogan tình cờ cứu được một dì phước khỏi bọn cướp hiếp dâm. Nữ tu tiết lộ mình là sơ Sara, đang làm công việc tống tiền cho đảng cách mạng México chống sự can thiệp của Pháp quốc.
Khi về trại Juarista, Hogan yêu cầu được chia một nửa số vàng cướp được của quân Pháp nếu y giúp cách mạng thành công. Đại tá tư lệnh Beltrán vội vàng chấp thuận. Lúc ấy, Hogan vô tình thấy sơ Sara tu rượu ừng ực, trái hẳn lề luật Thiên Chúa.
Trong cuộc tập kích tàu chở đạn Pháp, Hogan bị trọng thương, may được sơ Sara ứng cứu nên khỏi chịu tàn phế. Hogan lại được chứng kiến Sara kích thuốc nổ sát hại hàng chục nhân mạng, trái với lề luật Thiên Chúa.
Lúc về trại Juarista lĩnh tiền thưởng, Hogan được đại tá cho hay, Sara kì thực chỉ là gái nhà thổ, được giao nhiệm vụ cải trang làm nữ tu để gây quỹ cho quân cách mạng. Mặc dù chấn động tâm lý nhưng Hogan vẫn tiếp tục giúp người Mễ.
Trong cuộc tổng tấn công đồn Pháp, quân cách mạng Mễ đại thắng. Hogan nhờ thế trở nên vô cùng giàu có, y dắt Sara sang San Francisco mở sòng bạc.

## Kĩ thuật
Phim được quay chủ yếu tại México và California vào tháng 2 năm 1969.

### Sản xuất
- Giám chế: José Rodríguez Granada
- Trang trí: Pablo Galván
- Phục trang: Carlos Chávez, Helen Colvig

### Diễn xuất
- Clint Eastwood... Hogan
- Shirley MacLaine... Sara
- Manuel Fábregas... Đại tá Beltrán
- Alberto Morin... Tướng LeClaire
- Armando Silvestre... Người Mĩ 1
- John Kelly... Người Mĩ 2
- Enrique Lucero... Người Mĩ 3
- David Estuardo... Juan
- Ada Carrasco... Mẹ Juan
- Pancho Córdova... Cha Juan
- José Chávez... Horacio
- José Ángel Espinoza... Sĩ quan Pháp
- Rosa Furman... Bạn Sara
- Pedro Galván
- Xavier Marc
- Hortensia Santoveña
- Rosa Furman
- José Torvay
- Margarito Luna
- Xavier Massé

## Hậu trường
Trong quá trình quay Đột kích tổ hùng ưng, tài tử Clint Eastwood đã cho minh tinh Elizabeth Taylor đọc qua và đề nghị bà thủ vai Sara. Ban đầu bà nhận lời, sau đó lại từ chối vì ước muốn không được đáp ứng. Căn nguyên vì Liz muốn phim quay tại Tây Ban Nha, nơi chồng bà là Richard Burton cũng đang bận quay phim tại đấy. Cuối cùng, vai Sara được giao cho nữ diễn viên sân khấu Shirley MacLaine hoàn toàn vô danh.
| Năm  | Danh hiệu    | Tài tử           | Hạng mục                        | Kết quả   | Chú       |
| ---- | ------------ | ---------------- | ------------------------------- | --------- | --------- |
| 1971 | Laurel Award | Clint Eastwood   | Best Action Performance         | Đoạt giải | 3rd place |
| 1971 | Laurel Award | Shirley MacLaine | Best Comedy Performance, Female | Đề cử     | 5th place |

### Tư liệu
- Hai la cho sơ Sara trên Internet Movie Database
- Hai la cho sơ Sara tại AllMovie
- Hai la cho sơ Sara tại TCM Movie Database
- Hai la cho sơ Sara tại American Film Institute Catalog
- Hai la cho sơ Sara tại Rotten Tomatoes